# Leucania minor
Leucania minor är en fjärilsart som beskrevs av Abel Dufrane 1932. Leucania minor ingår i släktet Leucania och familjen nattflyn. Inga underarter finns listade i Catalogue of Life.